# Daño cerebral adquirido

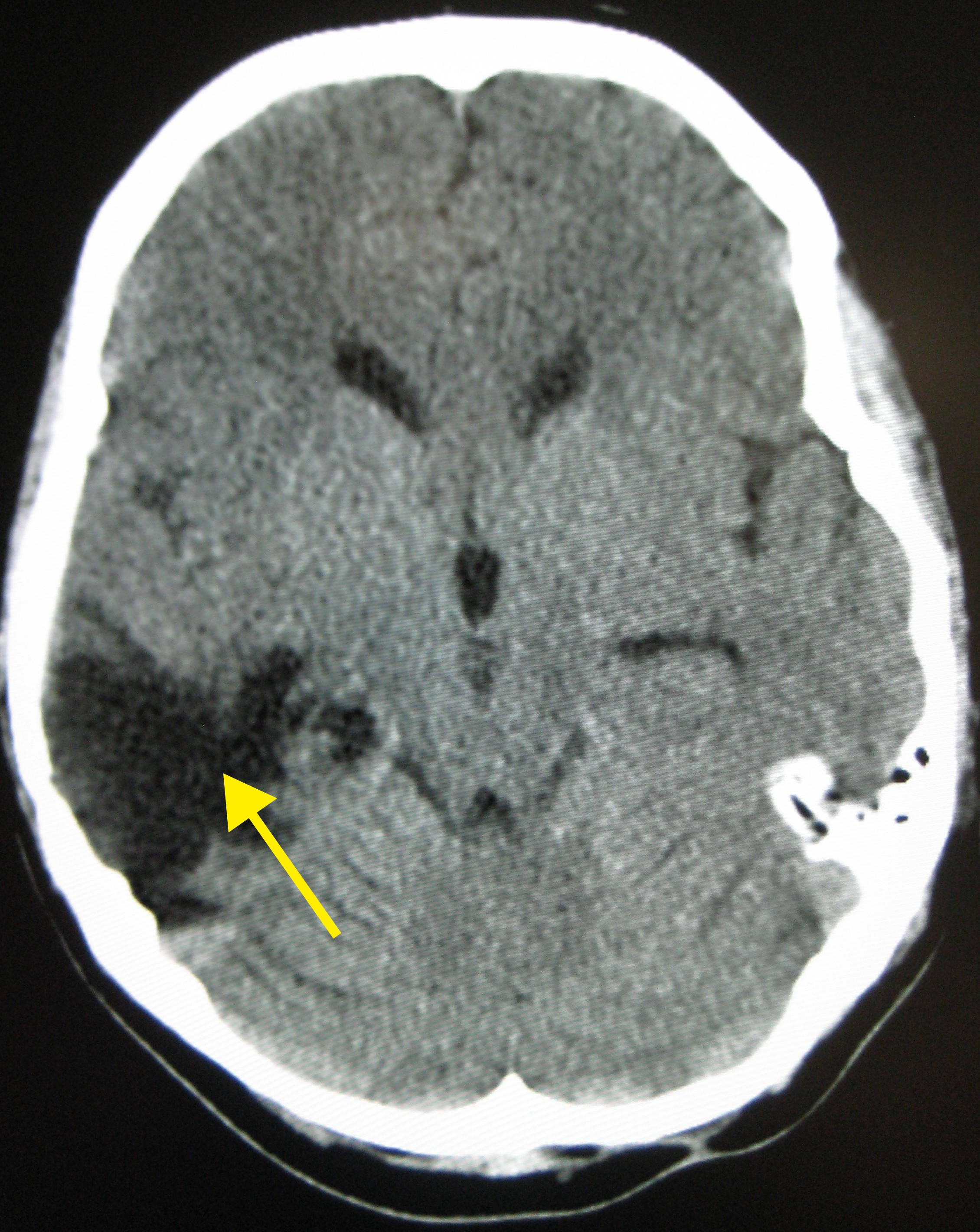
Daño cerebral

El daño cerebral adquirido (DCA) es la afectación de las estructuras encefálicas] en personas que, habiendo nacido sin ningún tipo de daño cerebral, sufren en un momento posterior de su vida lesiones cerebrales que llevan a una afectación del funcionamiento cognitivo, emocional, conductual  y/o físico.

## Incidencia y prevalencia
En España, los últimos datos publicados* estiman que la incidencia es de 124-323/100.000 habitantes/año, con una prevalencia estimada de 600-800 casos/100.000 habitantes/año. La mortalidad se sitúa en torno a unas 25.000 muertes anuales.

## Etiología
Las principales causas  son:
- ICTUS o Accidentes Cerebrovasculares (ACV)
- Traumatismos Craneoencefálicos (TCE)
- Tumores cerebrales
- Abuso de sustancias como drogas callejeras,  uso de fármacos y consumo de tóxicos como el alcohol.[3]
- Otras causas: procesos infecciosos (meningitis, encefalitis,…) o anoxias cerebrales de diverso origen  (por infarto de miocardio, enfermedades metabólicas…).[4]

## Clínica
En las alteraciones resultantes tras un DCA influyen diversos factores, por lo que es difícil determinar un patrón general de afectación. Los déficits dependerán del tipo de lesión, la localización y severidad inicial de la misma…, así como de características propias de cada paciente como la edad, personalidad o capacidades previas. Véase tabla 1.
Los daños en el cerebro causarán lesiones en áreas que intervienen en el control del movimiento, el comportamiento, el procesamiento de la información sensorial, la cognición, las emociones, la memoria y el aprendizaje. A pesar de la heterogeneidad de las lesiones y sus múltiples consecuencias podemos agrupar y destacar algunos de los principales déficits que suelen aparecer:
- Alteraciones sensitivomotoras:
  - Espasticidad o flacidez.
  - Déficit en la coordinación manual.
  - Alteración en la sensibilidad.
  - Otras.
- Alteraciones del lenguaje y de la comunicación:
  - Afasia.
  - Dificultades para la lectura o/y escritura.
  - Otras.
- Trastornos neuropsicológicos:
  - Cognitivos.
  - Conductuales.

El conjunto de estos trastornos afectará al desempeño en la realización de las actividades cotidianas, dificultando la ejecución de las Actividades de la Vida Diaria(AVD),  mermando  la calidad de vida del paciente y la del entorno familiar.

## Fases del daño cerebral adquirido

### I.	Fase crítica
El paciente se encuentra hemodinámicamente estable pero persiste la probabilidad de aparición de complicaciones (disfunciones respiratorias, disfagia, situación clínica inestable) existiendo aún riesgo para su vida.
Esta fase se desarrolla en las unidades de cuidados intensivos de los Hospitales y/o en las plantas de Neurología/Neurocirugía.

### II.	Fase aguda
La persona se encuentra estable neurológicamente, disminuyendo el riesgo de presentar complicaciones. Comienzan a identificarse las secuelas a nivel físico, cognitivo, conductual y funcional. Se inicia el proceso de rehabilitación por parte más activa del lesionado. Se mantiene la atención en régimen hospitalario y la  duración es independiente para cada afectado. 
Generalmente, esta fase se desarrolla en las plantas de los Hospitales o en las Unidades de ICTUS de los Servicios de Rehabilitación de Clínicas y Hospitales.

### III.	Fase subaguda y rehabilitadora
Se alcanza el nivel de estabilización clínica necesario para finalizar el periodo de hospitalización en las unidades de agudos y comienza el tratamiento rehabilitador más intensivo, especializado y específico. Esta fase incluye la rehabilitación en régimen de hospitalización así como el tratamiento de manera ambulatoria cuando la situación clínica es estable y la persona ya no requiere de asistencia médica continua. 
Esta etapa se desarrolla en las Unidades de ICTUS de los Servicios de Rehabilitación de Clínicas y Hospitales o en Hospitales de Día. Existen también centros especializados de atención al lesionado cerebral, como el CEADAC (Centro Estatal de Atención al Daño Cerebral).
Si las secuelas físicas, cognitivas y conductuales, con mayor o menor intensidad, se mantienen en el tiempo la atención del paciente se desarrollará en diferentes recursos asistenciales más o menos especializados, como son los Centros de Día, Residencias, Pisos Tutelados, Asociaciones o Centros Ocupacionales/ Especiales de Empleo.

## Exploración en el daño cerebral
En la exploración de todo enfermo debe realizarse una valoración de las siguientes funciones:

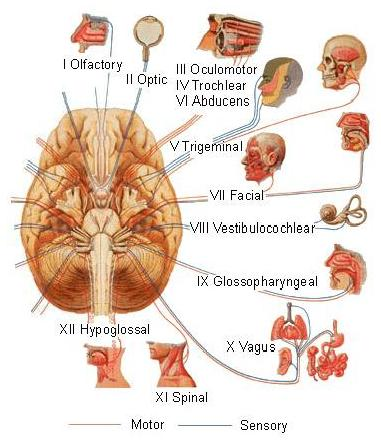
Pares craneales

- Función mental: Debe evaluarse el nivel de capacidad de respuesta, motivación y estado de ánimo, conducta y atención,  además de apraxias, trastornos visuoespaciales y déficits funcionales (AVDs).
- Habla y lenguaje: Observando básicamente tres trastornos neurológicos de la comunicación: la afasia, la apraxia del habla y la disartria.
- Pares craneales: Es importante valorar el conjunto de los nervios craneales y de manera especial aquellos en relación con la visión, audición, deglución y habla.
- Sensibilidad: Es necesaria la evaluación de las sensibilidades superficial consciente (táctil, térmica y dolorosa) y profunda consciente (propioceptiva y discriminativa).
- Valoración articular: Explorar adecuadamente cada una de las articulaciones mediante la aplicación de pruebas goniométricas.
- Tono muscular: Evaluando la flacidez o espasticidad (Escala de Ashworth).
- Movilidad Voluntaria: Valorar el movimiento del paciente con DCA mediante el método de valoración para enfermos hemipléjicos de Brunnstom.
- Valoración de la marcha: Observando trastornos de la coordinación, falta de equilibrio, alteración de las sensibilidades y presencia de sinergias flexoras o extensoras. Valorando además si son necesarias ayudas para mejorar esta función.
- Valoración funcional: Explorar el estado funcional mediante las escalas más usadas actualmente: Índice del Barthel y la Medida de la  Independencia Funcional (FIM) para determinar el grado de dependencia.[4]

## Tratamiento
El equipo de rehabilitación multidisciplinar básico está compuesto por médico rehabilitador, fisioterapeuta, licenciado en actividad física, terapeuta ocupacional, neuropsicólogo, y logopeda, así como el familiar y/o cuidador principal.
Respecto al proceso rehabilitador de estos pacientes, existen dos objetivos: por un lado, mejorar la funcionalidad del enfermo de forma global y por otro lado actuar frente al déficit concreto para reducir al máximo las secuelas de la enfermedad a la vez que se mejora la funcionalidad.
- Actuación del Médico Rehabilitador en DCA
- Actuación del Fisioterapeuta en DCA
- Actuación del Licenciado en Actividad Física en DCA
- Actuación del Terapeuta Ocupacional en DCA
- Actuación del Neuropsicólogo en DCA
- Actuación del Logopeda en DCA
- Actuación de la familia y/o cuidador en DCA